# Euxestonotus hasselbachi
Euxestonotus hasselbachi is een vliesvleugelig insect uit de familie van de Platygastridae. De wetenschappelijke naam van de soort is voor het eerst geldig gepubliceerd in 1995 door Buhl.